# HD 133131
HD 133131 är en dubbelstjärna belägen i den södra delen av stjärnbilden Vinkelhaken. Den har en skenbar magnitud av ca 8,40 och kräver åtminstone en stark handkikare eller ett mindre teleskop för att kunna observeras. Baserat på parallaxmätning inom Hipparcosuppdraget på ca 19,4 mas, beräknas den befinna sig på ett avstånd på ca 168 ljusår (ca 52 parsek) från solen. Den rör sig närmare solen med en heliocentrisk radialhastighet på ca -16 km/s.

## Egenskaper
Primärstjärnan HD 133131 A är en gul till vit stjärna i huvudserien av spektralklass G2 V. Den har en massa som är ca 0,95 solmassor, en radie som är ca 1,2 solradier och har ca 1,5 gånger solens utstrålning av energi från dess fotosfär vid en effektiv temperatur av ca 5 800 K.
Båda stjärnorna i paret, HD 133131 A och B, är mycket lika solen men är mycket äldre, ca 6 miljarder år gamla. De har också låg metallicitet (ca 50 procent av solens). HD 133131 A är dessutom mera uttömd på tunga element jämfört med följeslagaren HD 133131 B, vilket tyder på en eventuell tidigare planetarisk uppslukande händelse för HD 133131 B.

## Planetsystem
År 2016 upptäcktes, med hjälp av metoden för mätning av radiell hastighet, två exoplaneter som kretsar kring HD 133131 A och en som kretsar kring HD 133131 B.
| Planet | Massa    | Halv storaxel (AE) | Siderisk omloppstid (d) | Excentricitet | Inklination | Radie |
| ------ | -------- | ------------------ | ----------------------- | ------------- | ----------- | ----- |
| b      | ≥1,43 MJ | 1,44               | 649                     | 0,32          | -           | -     |
| c      | ≥0,63 M⊕ | 4,79               | 3 925                   | 0,20          | -           | -     |

| Planet | Massa    | Halv storaxel (AE) | Siderisk omloppstid (d) | Excentricitet | Inklination | Radie |
| ------ | -------- | ------------------ | ----------------------- | ------------- | ----------- | ----- |
| b      | ≥2,50 MJ | 6,40               | 6 119                   | 0,62          | -           | -     |